# 마타바누산

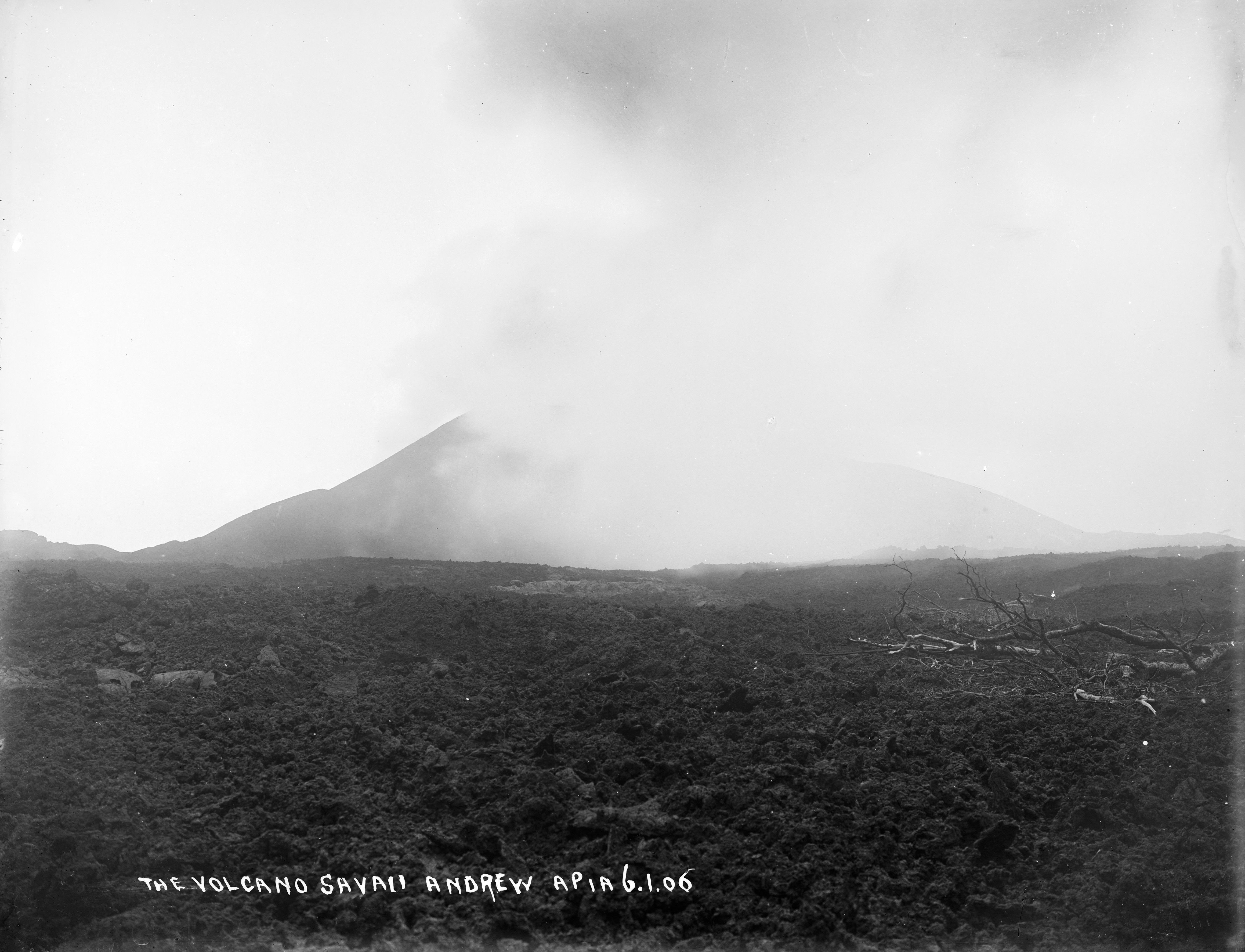
분화 중인 마타바누산(1906년)

마타바누산(Mount Matavanu)은 사모아 제도의 사바이섬에 위치한 화산으로, 현재도 살아있는 활화산으로 알려져 있다.
이 화산은 현재 사바이섬 북쪽 해발 575m 지점에 큰 분화구의 형태로 남아있으며 가장 최근의 분화는 1905년부터 1911년에 있었다. 분화는 1905년 8월 4일 시작되어 1911년 11월에 중지되었는데, 이 당시 대량의 용암이 흘러나와 큰 용암평원을 이루었다. 용암이 덮은 면적은 총 100km2에 달하며, 일부는 용암의 깊이가 400피트에 달하는 곳도 있다.
이 당시 용암의 경로에 있던 여러 마을들이 파괴되었으며, 현재도 파괴된 교회를 통해 그 흔적을 확인할 수 있다. 용암류는 현재도 확인할 수 있으며, 가장 젊은 용암류인 만큼 가장 검은 빛깔을 띈다. 
마타바누 산은 사바이섬에 위치한 여러개의 화산들 중 하나이며, 사바이 섬은 비교적 최근까지 화산활동을 보였던 활화산섬이다.